# Jerome Robinson

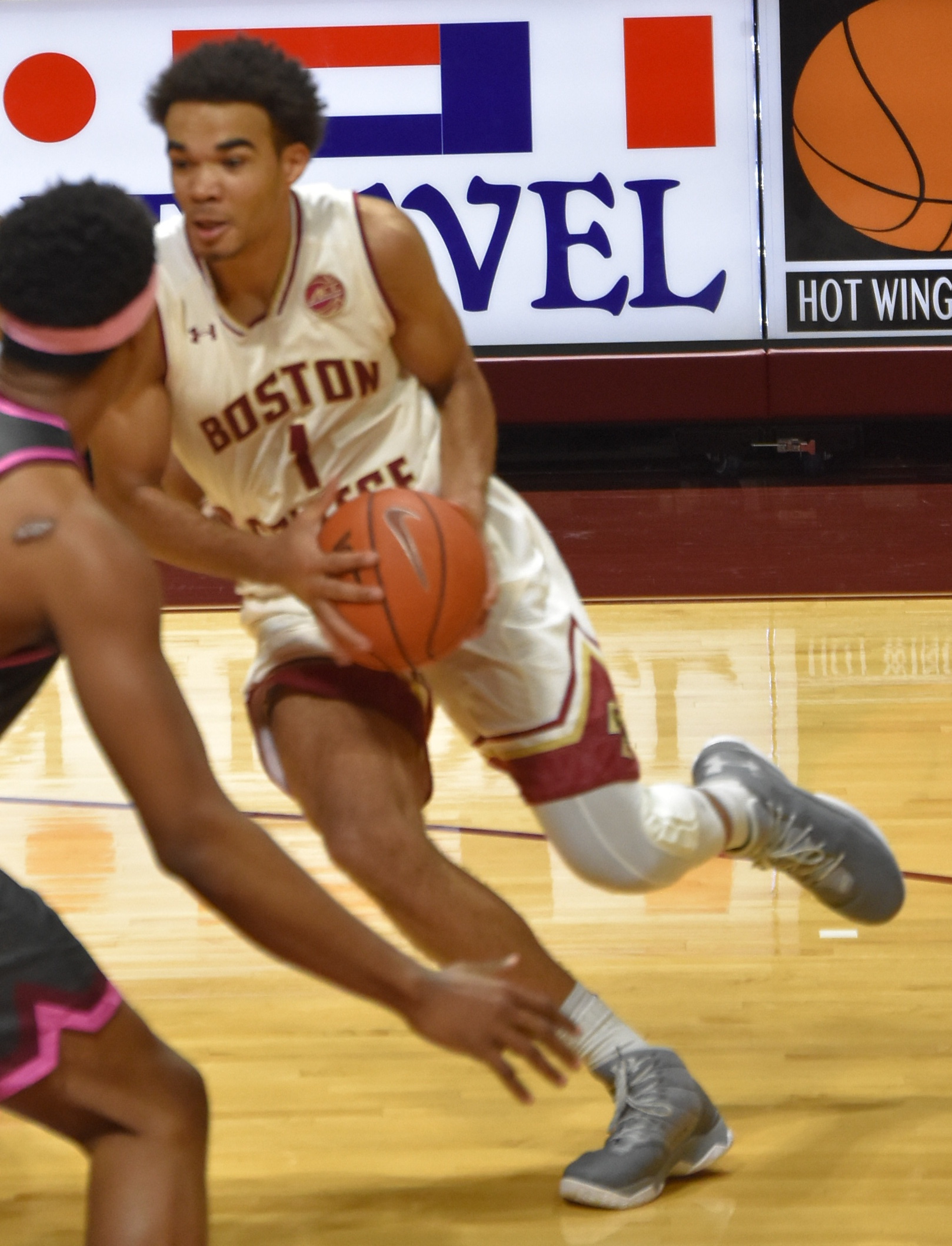
Jerome Robinson, 2017.

Jerome Robinson, född 22 februari 1997 i Raleigh i North Carolina, är en amerikansk professionell basketspelare (SG) som spelar för Golden State Warriors i National Basketball Association (NBA). Han har tidigare spelat för Los Angeles Clippers och Washington Wizards.
Robinson draftades av Los Angeles Clippers i första rundan i 2018 års draft som 13:e spelare totalt.
Innan han blev proffs studerade Robinson vid Boston College och spelade för deras idrottsförening Boston College Eagles.